# Roca Blanca
La roca Blanca (51°24′S 59°10′O / -51.400, -59.167) forma parte del archipiélago de las Malvinas. Administrativamente pertenece al departamento Islas del Atlántico Sur de la provincia de Tierra del Fuego, Antártida e Islas del Atlántico Sur.
Esta roca emerge en el extremo nororiental de la isla Gran Malvina, al noreste de la punta Roca Blanca y en las aguas de la ensenada del Norte. Además se ubica en la boca septentrional del estrecho de San Carlos que lo separa de la punta Correntada de la isla Soledad.
Este accidente geográfico es uno de los puntos que determinan las líneas de base de la República Argentina, a partir de las cuales se miden los espacios marítimos que rodean al archipiélago.